# Tragedia w Antananarywie
Tragedia w Antananarywie – wybuch paniki na stadionie w stolicy Madagaskaru Antananarywie, który wydarzył się 25 sierpnia 2023 na stadionie Kianja Barea Mahamasina, podczas otwarcia Igrzysk Wysp Oceanu Indyjskiego (JIOI 2023).

## Igrzyska Wysp Oceanu Indyjskiego
Igrzyska zostały ustanowione przez Międzynarodowy Komitet Olimpijski w 1977 roku. Uczestniczą w nich reprezentanci z Mauritiusa, Seszeli, Komorów, Madagaskaru, Majotty, Reunion i Malediwów. Sportowcy rywalizują co cztery lata na różnych wyspach południowo-zachodniego Oceanu Indyjskiego. Igrzyska potrwają do 3 września, to ich IX edycja. Poprzednie odbyły się na Mauritiusie.

## Przebieg
Do wypadku doszło na stadionie piłkarskim i rugby Kinja Barea Mahamasina, na którym odbywają się również koncerty i zawody lekkoatletyczne. W piątek miało się odbyć otwarcie Igrzysk Wysp Oceanu Indyjskiego.
"Wstępny bilans to 12 zabitych i około 80 rannych, spośród których 11 osób jest w stanie krytycznym" – powiedział premier kraju Christian Ntsay. Na miejscu pracowały służby ratunkowe, policja i żandarmeria.
"Jak dotąd mamy informacje o 13 zmarłych, a także o 107 rannych osobach" – ujawniła posłanka Hanitra Razafimanatsoa.

## Przyczyny
Na ten moment nie wiadomo, co doprowadziło do paniki na stadionie.